# Horst Lunenburg
Horst Lunenburg (* 18. Januar 1943) ist ein ehemaliger deutscher Fußballspieler, der für den Spandauer SV, Tennis Borussia Berlin und Wacker 04 Berlin von 1964 bis 1977 in der Regionalliga Berlin und der 2. Bundesliga insgesamt 284 Ligaspiele absolviert und dabei 158 Tore erzielt hat. Der Offensivspieler hat in der Saison 1967/68 in der Regionalliga Berlin mit 30 Treffern die Torschützenliste angeführt. Er platzierte sich mit seinen Mannschaften sechs Mal als Vizemeister und einmal im Jahr 1971/72 gewann er den Meistertitel in der Berliner Regionalliga. Von 1967 bis 1974 lief der torgefährliche Angreifer in 47 Spielen in sechs Bundesligaaufstiegsrunden auf, wodurch er der Spieler mit den meisten Einsätzen in den Aufstiegsrunden ist. Dabei erzielte er weitere 13 Tore.

## Laufbahn

### Zehn Jahre Regionalliga, 1964 bis 1974
Der 1964 vom VfB Hermsdorf zu den Rot-Weißen vom Spandauer SV gekommene Offensivspieler Horst Lunenburg absolvierte in seinem Debütjahr in der damals zweitklassigen Regionalliga Berlin, 1964/65, auf Anhieb unter Trainer Heinz-Ludwig Schmidt 22 Ligaspiele, erzielte elf Tore und erreichte mit Mitspielern wie Udo Cieslik, Bernd Erdmann und Siegfried Zocher mit einem Punkt Rückstand zu Meister Tennis Borussia die Vizemeisterschaft. Der Einzug in die Bundesliga-Aufstiegsrunde 1965 war wegen der Begrenzung auf acht Teilnehmer dem Berliner Vizemeister 1965 aber verwehrt. In seiner zweiten Regionalligasaison, 1965/66, reichte es hinter Bundesligaabsteiger Hertha BSC und Titelverteidiger „TeBe“ zum dritten Rang. Jetzt hatte Lunenburg in lediglich 15 Einsätzen 13 Tore für die Elf vom SSV-Platz an der Neuendorfer Straße in Spandau erzielt. Er nahm zur Saison 1966/67 das Angebot von Tennis Borussia an und wechselte nach 37 Ligaeinsätzen mit 24 Toren für Spandau nach Charlottenburg zu den lila-weißen „Veilchen“ von Tennis Borussia.
Es folgten in den Jahren 1967, 1968 und 1970 drei Vizemeisterschaften mit der Mannschaft von Präsident Hans Rosenthal, aber auch die vergeblichen Anläufe in den jeweiligen Bundesligaaufstiegsrunden. In seinen ersten zwei Runden bei „TeBe“ erzielte der Neuzugang aus Spandau 54 Tore. Am 15. November 1966 spielte Lunenburg in Reihen der Stadtauswahl von Berlin in einem Testspiel gegen die Nationalmannschaft (0:1). Mit seinen 30 Treffern in der Saison 1967/68 wurde er Torschützenkönig der Berliner Regionalliga. Der Torjäger hatte sich in den Spielen gegen seinen Heimatverein VfB Hermsdorf (8:0) und den BFC Südring (4:3) jeweils als vierfacher Torschütze ausgezeichnet. Dreimal traf er beim 5:1 gegen den BSV 92 und beim 5:1 gegen Hertha 03 Zehlendorf. In der zweiten Bundesligaaufstiegsrunde 1968 steuerte er beim Erreichen von sieben Pluspunkten von „TeBe“ gegen die Konkurrenten Kickers Offenbach (Ferdinand Heidkamp, Josef Weilbächer, Egon Schmitt, Hermann Nuber, Roland Weida, Gerd Becker), Bayer Leverkusen (Hans Benzler, Wilhelm Haag, Leo Wilden, Karl-Heinz Brücken, Helmut Richert), TuS Neuendorf (Rudolf Stracke, Willi Kostrewa, Otto Jaworski, Werner Hölzenbein, Helmut Horsch) und Arminia Hannover (Winfried Mittrowski, Klaus Forbrig, Hans-Peter Lamparth, Reinhard Wasner) vier Tore bei. Mit seinen Mannschaftskollegen Michael Kellner, Walter Jacobs, Peter Eggert, Gerd Wörmer, Georg Damjanoff, Bernd Erdmann, Lutz Steinert, Erhard Foit, Michael Krampitz, Bernd Gersdorff und Hans Tylinski hatte er gegen Hannover vier und gegen Neuendorf drei Punkte geholt.
Zur Saison 1971/72 schloss sich Lunenburg nach 92 Regionalligaspielen mit 73 Toren für „TeBe“ dem Konkurrenten Wacker 04 aus dem Bezirk Reinickendorf an. Gleich in seinem ersten Jahr bei den Lila-Weißen vom Reinickendorfer Wackerweg konnte er erstmals die Meisterschaft in der Regionalliga Berlin feiern. In 32 Ligaspielen erzielte er zwölf Tore. Es war ein spannendes Meisterschaftsrennen gegen die Teams von Tasmania 1900, Blau-Weiß 90 und seinen vormaligen Club Tennis Borussia. Das 2:2-Auswärtsremis am 7. Mai 1972 am Rundenschlusstag gegen Blau-Weiß 90 hielt Wacker an der Tabellenspitze, da Tasmania gleichzeitig im Heimspiel gegen Rapide Wedding mit einem 1:1 vorliebnehmen musste. Mit Mitspielern wie Bernd Sobeck und Hans-Joachim Altendorff reichte es in Berlin zur Meisterschaft. Gegen die Spitzenmannschaften von Kickers Offenbach (Horst Gecks, Erwin Kostedde, Sigfried Held) und Rot-Weiss Essen (Diethelm Ferner, Dieter Bast, Günter Fürhoff, Willi Lippens) hatten Lunenburg und Kollegen aber in der Aufstiegsrunde keine Chance. Sie holten fünf Punkte gegen St. Pauli und Völklingen belegten mit 5:11 Punkten den vierten Gruppenrang.
In der Vorrunde 1972/73 gewann Lunenburg mit Wacker am 18. Oktober 1972 mit einem 5:0 gegen Hellas-Nordwest – er zeichnete sich dabei als dreifacher Torschütze aus – den Berliner Pokal. Mit zwei Vizemeisterschaften schloss er 1973 und 1974 das Kapitel der zweitklassigen Regionalliga ab. Dazu hatte er nochmals in 60 Ligaeinsätzen 31 Tore beigesteuert. Insgesamt trat er für Wacker in 92 Regionalligaspielen an und erzielte dabei 43 Tore. Sein letztes Spiel in der Bundesligaaufstiegsrunde bestritt er am 8. Juni 1974 bei einem 3:2-Heimerfolg gegen Wattenscheid 09, als er sich nochmals als Torschütze auszeichnen konnte. Von 1964 bis 1974 hatte der Offensivspieler insgesamt für die drei Vereine Spandauer SV, Tennis Borussia und Wacker 04 in der zweitklassigen Regionalliga Berlin 221 Ligaspiele absolviert und 140 Tore erzielt.

### Zweite Liga, 1974 bis 1977
Der 31-jährige Lunenburg ging mit Wacker noch mit in die zweistaffelige 2. Fußball-Bundesliga. Im Debütjahr 1974/75 belegte er mit Wacker 04 in der 20er-Staffel Nord den 13. Rang und hatte unter den Trainern Peter Velhorn und Željko Čajkovski in 35 Spielen zwölf Tore erzielt. Am Starttag der 2. Bundesliga, den 3. August 1974, war er auch beim 1:1-Heimremis gegen Rot-Weiß Oberhausen zum Einsatz gekommen. Unter der Regie von Trainer Georg Gawliczek gingen die Spielanteile des Routiniers 1975/76 auf 19 Einsätze mit drei Toren zurück, ehe er 1976/77 unter Trainer Klaus Basikow nach neun letzten Zweitligaeinsätzen mit drei Toren seine höherklassige Spielerlaufbahn beendete. Insgesamt wird Lunenburg von 1974 bis 1977 mit 63 Ligaspielen in der 2. Bundesliga mit 18 Toren geführt.

### Erfolge
- Torschützenkönig der Regionalliga Berlin: 1968 (30 Tore; Tennis Borussia)
- Meister in der Fußball-Regionalliga Berlin: 1971/72 (Wacker 04)
- Vizemeister in der Fußball-Regionalliga Berlin: 1965 (Spandauer SV); 1967, 1968, 1970 (Tennis Borussia); 1973, 1974 (Wacker 04)
- Berliner Pokalsieger: 1972 (Wacker 04)
- Aufstiegsrunden zur Bundesliga: 1967, 1968, 1970 (Tennis Borussia); 1972, 1973, 1974 (Wacker 04)

## Hobby und Beruf
Der Inhaber einer Werbeagentur war in den besten Zeiten von Boxer Graciano Rocchigiani als dessen Marketingexperte tätig. Er war langjährig dem Tennisspiel verbunden und aktives Mitglied der „Hans-Rosenthal-Elf“.